# Пико (певец)
Piko (яп. ピコ Пико) — японский певец, является одним из небезызвестных исполнителей со сцены Nico Nico Douga , а также восходящей звездой на японской поп-сцене. Oн обладает весьма уникальным голосом, за что фанаты прозвали его ryoseirui (яп. 両声類 рёсэирю), что означает  «сочетание двух голосов». 
Он начал свою карьеру как инди-певец через интернет, наравне с такими певцами, как Valshe или PointFive(.5) 13 октября состоялся его дебют как мейджер-исполнителя с синглом Story.

## Биография

### Дебют на Nico Nico Douga
Пико родился в 1988 году 11 марта в префектуре Хёго. Будучи учеником средней школы он пел в кавер-бенде, но позднее решил попробовать себя в чём-то новом. По совету матери, Пико стал выкладывать свои песни в интернет. 18 декабря 2007 года на сайте Nico Nico Douga была опубликована его первая песня Melt. Количество просмотров за день достигло двадцати пяти тысяч и росло с каждым днем —- это стало его дебютом. В марте 2008 была опубликована вторая песня в исполнении Пико - Love is War. Она так же стала хитом.
Свой псевдоним Пико взял от своей собаки, живущей у него дома. Позднее он официально утвердил своё лого как «ﾋﾟωﾟｺ».
Пикочу — так называет Пико свой талисман. С его изображением сейчас выпускаются различные товары.
Летом 2008 года, после концерта niconico WINTER LIVE'08 многие стали проявлять заинтересованность. К Пико стали поступать предложения сотрудничества, что привело к работе с лейблом Heartfull Entertainment. В июне 2009 на свет появился первый сингл Пико ― Thanatos.feat Tissue Hime. На музыкальном портале MOOCS было опубликовано интервью. А в сентябре вышел его первый альбом под названием INFINITY.

### Major дебют
В марте 2010 года Пико подписал контракт с Sony Music Entertainment и начал работу с лейблом Ki/oon records. В этом же месяце состоялся первый сольный концерт Пико, на котором было объявлено о выходе дебютного сингла. 28 августа 2010 состоялся второй концерт - Piko & Sekihan　Summer Live!~ yappari, AX no Mudazukai ~, его посетило 2800 человек.
13 октября вышел его дебютный сингл Story. Число продаж за неделю составило около семи тысяч копий. Сингл достиг двенадцатой строчки в музыкальном чарте Oricon и продержался там в течение четырёх недель. Вдобавок ко всему, теперь его саппорт-музыкантами являлись: Takuya (An Cafe) – гитара, Intetsu (ex. Ayabie) – бас, LEVIN (ex. La'cryma Christi& THE HUSKY) – ударные (впервые они появились в клипе на песню Story).
Осенью Пико в качестве приглашенного участника фестиваля Japan Anime Live отправился в тур по Европе. К их составу присоединился ещё и Daisuke Asakura – клавишные, но на время европейского турне басиста Intetsu подменял Takeomi. Фестиваль проходил в шести городах Европы..
Пико стал исполнителем закрывающих тем к аниме Tegami Bachi Reverce. и Gintama, а также его голос был использован для создания нового вокалоида, серии Vocaloid2 —- Utatane Piko (яп. 歌手音ピコ Утатанэ Пико) .

## Дискография

### Альбомы
- [2009.09.09] INFINITY (indie)
- [2011.05.11] 1PIKO
- [2012.05.30] 2PIKO

### Синглы
- [2009.07.22] タナトス feat.ティッシュ姫 / Thanatos feat. Tissue Hime (indie)
- [2010.10.13] Story
- [2010.12.08] 勿忘草 / Wasurenagusa
- [2011.03.09] 桜音 / Sakurane
- [2011.10.05] ユメハナ / Yume Hana
- [2012.04.25] 咲色リフレイン / Emiiro Refrain
- [2012.08.15] Make my day!

### DVD
- [2011.12.21] Piko Live Tour 2011 ~ 1PIKO ~ "Piko no Natsu Matsuri"